# Oreodera melzeri
Oreodera melzeri là một loài bọ cánh cứng trong họ Cerambycidae.